# Oeax similis
Oeax similis är en skalbaggsart som beskrevs av Stefan von Breuning 1986. Oeax similis ingår i släktet Oeax och familjen långhorningar. Inga underarter finns listade i Catalogue of Life.